# Mein Glück in deine Hände
Mein Glück in deine Hände (alternativ auch Dein Glück in meine Hände; Originaltitel: No Sad Songs for me) ist ein US-amerikanisches Filmdrama aus dem Jahr 1950 nach dem gleichnamigen Roman von Ruth Southard.

## Handlung
Mary Scott erfährt, dass sie Krebs hat. Ihre Lebenserwartung beträgt weniger als ein Jahr. Sie lässt sich von ihrem Arzt Ralph Frene versprechen, dass er nichts ihrem Mann Bradford und ihrer Tochter Polly erzählt. Als die Weihnachtszeit anbricht, wird es Mary klar, wie schnell die Zeit vergeht. Doch noch immer verschweigt sie ihre Krankheit.
Zu ihrer Silvesterfeier laden Mary und Bradford auch dessen Angestellte Chris Radna ein, die zu Bradfords Überraschung ein Kleid an Stelle der üblichen Hosen trägt. Brad tanzt oft mit Chris, was unter den anwesenden Frauen zu Getuschel führt. Mary merkt, dass sich Brad und Chris ineinander verlieben. Mary entschließt sich, ihren Vater in San Francisco zu besuchen. Aber auch ihm kann sie nichts über ihre Krankheit erzählen. Als sie später einen alten Freund trifft, einen Witwer, der sich mit einer Freundin trifft, hat Mary Angst vor dem, was mit Brad und Polly geschehen wird, wenn sie tot ist.
Mary kehrt nach Hause zurück. Im Glauben, Brad würde sie nicht mehr lieben, will sie Suizid verüben. Später am Abend gesteht ihr Brad, dass er eine Affäre mit Chris hatte. Die Affäre sei beendet und Chris habe die Stadt verlassen. Heimlich besucht Mary Chris, die sich für die Affäre zu entschuldigen versucht. Ihr eigener Ehemann sei im Krieg gefallen und sie glaubte, niemanden mehr lieben zu können, bis sie auf Brad traf. Mary will, dass Brad Chris nach ihrem Tod heiratet. Sie gewährt Chris Zugang zu ihrem Leben, stellt sie ihren Freunden vor. Mit Polly schließt Chris Freundschaft.
Brad findet Marys Schmerztabletten und ruft Dr. Frene an, der ihn vom bevorstehenden Tod seiner Frau informiert. Brad sagt Mary nichts von dem Anruf. Er will ihr die verbleibende Zeit zur glücklichsten Zeit ihres Lebens machen. Vor ihrem Tod verlebt Mary mit Brad idyllische Wochen in Mexiko.

## Kritik
Das Lexikon des internationalen Films sieht den Film als „[s]orgfältig gestaltetes, gefühlsbetontes, aber nicht rührseliges Melodram.“
Bosley Crowthers von der New York Times beschrieb den Film als zart bewegendes kleines Drama, das zeige, wie groß das Talent von Margaret Sullavan sei.

## Auszeichnungen
Bei der Oscarverleihung 1951 wurde George Duning in der Kategorie Beste Filmmusik für den Oscar nominiert.

## Hintergrund
Die Uraufführung fand am 12. April 1950 statt. In Deutschland war der Film erstmals am 23. März 1951 in den Kinos zu sehen.
Nach sieben Jahren Pause stand Margaret Sullavan hier noch ein Mal vor einer Kamera. Es war ihr letzter Kinofilm.
Die Produktion war lange auf Eis gelegt. Columbia Pictures kaufte die Filmrechte an dem Roman. Doch der Start zog sich mehrere Jahre hin. Zuerst sollte Sam Wood den Film inszenieren mit Irene Dunne in der Hauptrolle. Erst als Rudolph Maté als Regisseur und Margaret Sullavan als Hauptdarstellerin feststanden, konnte mit den Dreharbeiten begonnen werden, die im Gegensatz dazu nur einen Monat und sechs Tage dauerten.